# Port lotniczy Maseru-Mejametalana
Port lotniczy Maseru-Mejametalana (ang. Maseru-Mejametalana International Airport, ICAO: FXMU) – drugi co do wielkości port lotniczy Lesotho, zlokalizowany w Maseru.